# 塞本山

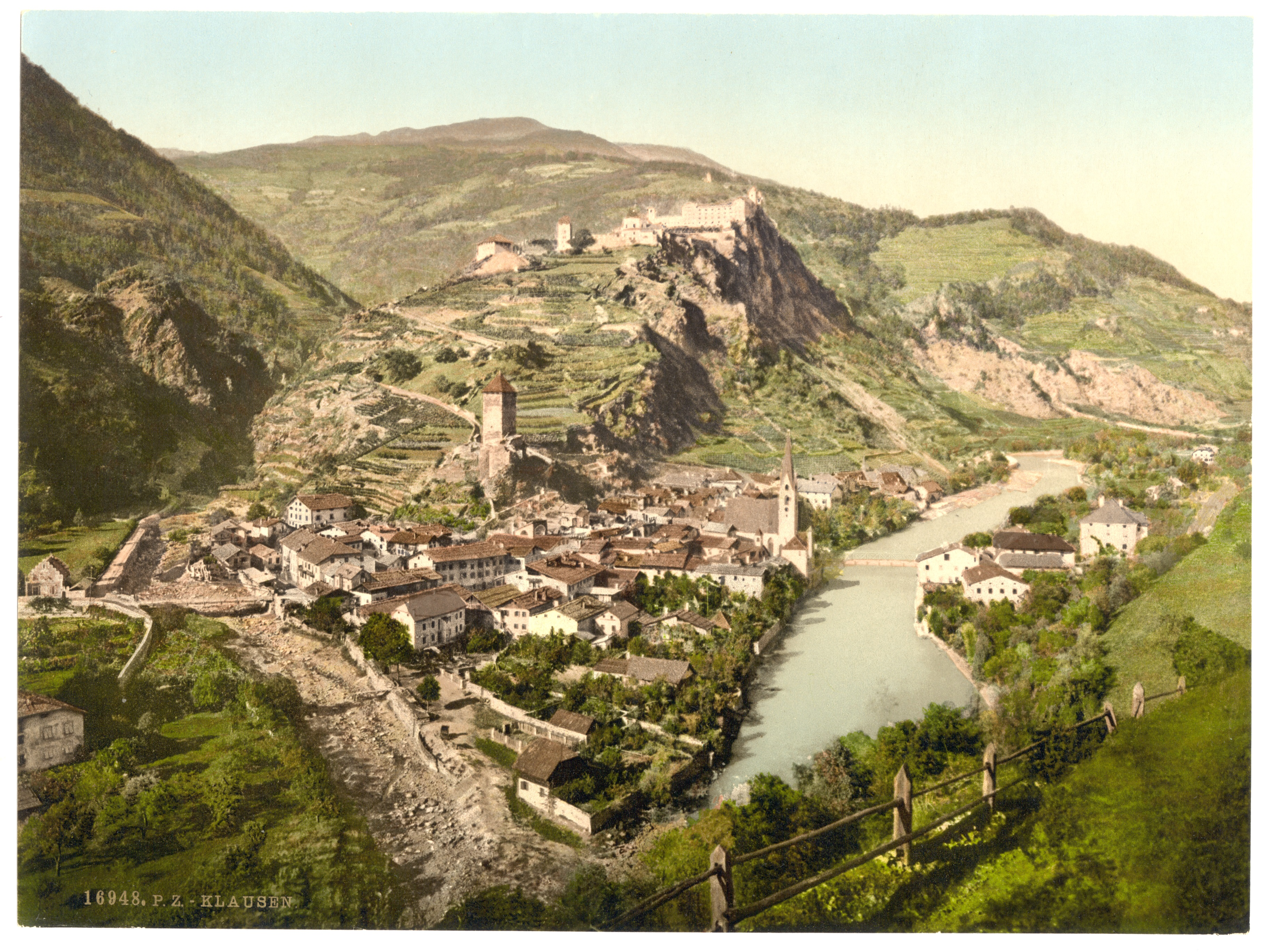

46°38′39.47″N 11°34′3.10″E / 46.6442972°N 11.5675278°E
塞本山（德語：Säbener Berg），是意大利的山峰，位於該國東北部，由博爾扎諾-南蒂羅爾自治省負責管轄，屬於萨恩塔尔山脉的一部分，海拔高度673米。